# Automatisches Kupplungssystem
Ein Automatisches Kupplungssystem (AKS), englisch Automatic Clutch System (ACS) oder auch e-Clutch, ist ein selbständiges Kupplungssystem für Kraftfahrzeuggetriebe, bei dem das Öffnen (Auskuppeln) und Schließen der Kupplung (Einkuppeln) durch Sensorsignale ausgelöst und durch Hilfsantriebe getätigt wird. Da der Kuppelvorgang direkt durch den Fahrer entfällt, ist ein Kupplungspedal nicht mehr notwendig.

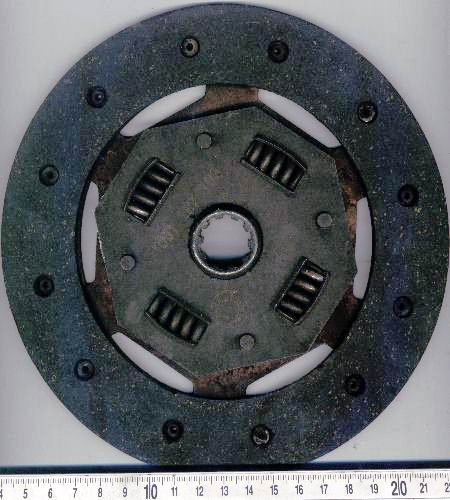
Eine Kupplungsscheibe, das Haupttrennelement zwischen dem Schwungrad und dem Getriebe

## Geschichte
Eine vollständig mechanisch aufgebaute Lösung war der Mitte der 1950er Jahre von Fichtel & Sachs entwickelte „Saxomat“. Er wurde als Extra z. B. im DKW F 93, dem VW Käfer und dem Taunus 12 M („Weltkugeltaunus“) von Ford angeboten. Ab 1959 war das System unter dem Namen „Olymat“ im Opel Rekord P1 lieferbar.
Bei Daimler-Benz gab es ebenfalls einen ähnlichen Kupplungsautomaten von Fichtel & Sachs mit der Bezeichnung Hydrak, der ab August 1957 in der Mercedes 219-Limousine gegen 450 DM Aufpreis, jedoch nur bei den Sechszylindermodellen, erhältlich war.
Das komplexe Hydrauliksystem des Citroën DS beinhaltete bereits 1955 eine automatische Kupplung, die mit der hydraulischen Betätigung des Schaltgetriebes verbunden war.
Ein weiteres Auto mit einer solchen Halbautomatik war der Saab 900, der ab 1995 mit der Sensonic, einer elektronisch gesteuerten Kupplung, ausgestattet werden konnte.
Mit einem ähnlichen System wurde von 1965 bis 1990 der Trabant 601 H (Hycomat) produziert. Die Kupplungsbetätigung erfolgte elektro-hydraulisch, daneben konnte die Kupplung in Notfällen auch per Pedal bedient werden.
Während im Saxomat/Olymat eine fliehkraftgesteuerte Anfahrkupplung eingebaut war, hatte „Hydrak“ eine hydraulische Anfahrkupplung, die technisch aufwändiger und etwas komfortabler war. Für die Schaltvorgänge war eine zusätzliche mechanische Trockenkupplung vorhanden. Der vom Unterdruck des Motors betätigte Auskuppelvorgang wird elektrisch durch Berühren des Schalthebels aktiviert.

## Vorteile
Je nach genauer Ausführung können mehrere der folgenden Merkmale zutreffen:
- Kein Kupplungspedal nötig
- Günstiges Verschleißverfahren für Kupplungsbelag und Ausrücklager
- Kein „Abwürgen“ des Motors beim Anfahren und Bremsen
- Drehschwingungen des Motors werden durch Schlupf in der Kupplung gedämpft.
- Weniger störende Lastwechselreaktionen.

## Beispiel
Im Folgenden wird ein elektronisches halbautomatisches Getriebe beschrieben, wie es um ca. 2005 im Renault Twingo "Easy", Golf Ecomatic oder Mercedes-Benz A-Klasse zur Anwendung kam.
Solche Systeme liefen bei den verschiedenen Herstellern unter Bezeichnungen wie "AKS" (Automatisches Kupplungssystem), "EKS" (Elektronisches Kupplungssystem) oder "EKM" (Elektronisches Kupplungsmanagement).

### Komponenten des Kupplungssystems
- Kupplung: Selbsteinstellende Membranfederkupplung mit hydraulischem Zentralausrücker
- Sensoren für Schaltabsichtserkennung, Gangerkennung, Ausrückweg und Ausrückgeschwindigkeit
- Steuergerät des Kupplungssystems
- Aktoren: Elektromotor, Schneckengetriebe, Geberzylinder, Nehmerzylinder

### Schaltungsauslösung
Die Absicht des Fahrers zur Schaltungsauslösung wird durch einen Sensor (Drehpotentiometer) am Schalthebel erfasst.
Weitere den Steuerungsvorgang beeinflussende Sensorsignale sind:
- Zündschalter
- Motordrehzahl
- Gangerkennung
- Schaltabsichtserkennung
- Ausrückweg
- Fahrpedalstellung
- Fahrgeschwindigkeit
- Signale des Antiblockiersystems (ABS)
- Signale der Antriebsschlupfregelung (ASR)
- Signale des Elektronischen Stabilitätsprogramms (ESP)
- Ausrückgeschwindigkeit

### Gangerkennung
Sie wird durch zwei berührungslose Drehwinkelsensoren am Schaltgestänge im Getriebe erfasst. Zusätzlich zu den Sensorsignalen für Schaltabsicht und Gangerkennung erhält das Steuergerät noch Signale über den CAN-BUS vor den Steuergeräten der Motorsteuerung und der ABS/ASR- und ESP-Steuerung.

### Wirkungsweise
Zur Erfassung des jeweiligen Systemzustands verarbeitet das Steuergerät softwaregesteuert die Eingangssignale der Sensoren und übermittelt die Ausgangssignale an die Betätigungseinrichtungen (Stellglieder). Entsprechend deren Signalen wird die Kupplung geöffnet oder geschlossen.

#### Anfahren
Aus den von den Sensoren für den Anfahrzustand weitergegebenen Eingangssignalen und den in der Software enthaltenen Kennfeldern errechnet das Steuergerät den optimalen Schlupf für den Anfahrvorgang.

#### Gangwechsel
Der Sensor am Schalthebel meldet die Schaltabsicht des Fahrers. Das Steuergerät bewirkt über einen Elektromotor mit Schneckengetriebe eine Druckerzeugung im Geberzylinder. Dieser Druck öffnet über den hydraulischen Zentralausrücker (Nehmerzylinder) die Kupplung.
Nach dem Schalten melden die Gangerkennungssensoren, welcher Gang geschaltet wurde. Nun gibt das Steuergerät ein Signal an den Elektromotor mit Schneckengetriebe, was das Schließen der Kupplung mit einem definierten Schlupf bewirkt.
Das Fahrpedal muss beim Schalten nicht unbedingt zurückgenommen werden. Die Einspritzmenge wird über das Steuergerät automatisch reduziert und danach wieder erhöht.

#### Normaler Fahrbetrieb
Um Drehschwingungen zu dämpfen, errechnet das Steuergerät aus den Signalen für die Motordrehzahl und Getriebeeingangsdrehzahl die Differenz, so dass bei Bedarf ein kontrollierter Schlupf eingestellt wird.

#### Lastwechsel
Beim ruckartigen Betätigen des Fahrpedals wird das Aufschaukeln des Fahrzeuges (Bonanza-Effekt) in Grenzen gehalten, da die Kupplung kurzzeitig öffnet. Dadurch kann ruckfrei beschleunigt werden.

#### Zurückschalten auf glatter Fahrbahn
Das Signal der blockierenden Antriebsräder wird vom Steuergerät so verarbeitet, dass die Kupplung beim Blockierbeginn öffnet und die Räder freigibt.

## Alternativen
Im Smart Fortwo BR 450/451 gibt es ein automatisiertes Schaltgetriebe, bei welchem sowohl Kupplungsbedienung wie auch Gangwechsel automatisiert ablaufen können. In der Softtip-Ausführung ist nur per Software die Gangwechselfunktion stark eingeschränkt, funktioniert aber an den Enden des Drehzahlbereiches jeden Ganges immer noch.
In Fahrzeugen mit Automatikgetrieben wird die manuelle Gangwahl manchmal als Halbautomatik-Betriebsart bezeichnet. Dabei wird der Schaltwunsch (herauf- oder herunterschalten) der Getriebeelektronik z. B. über Lenkradtasten mitgeteilt, das Kuppeln und Schalten übernimmt aber letztendlich das (Voll-)Automatikgetriebe (z. B. Tiptronic).